# Conferința de Pace de la Paris din 1919

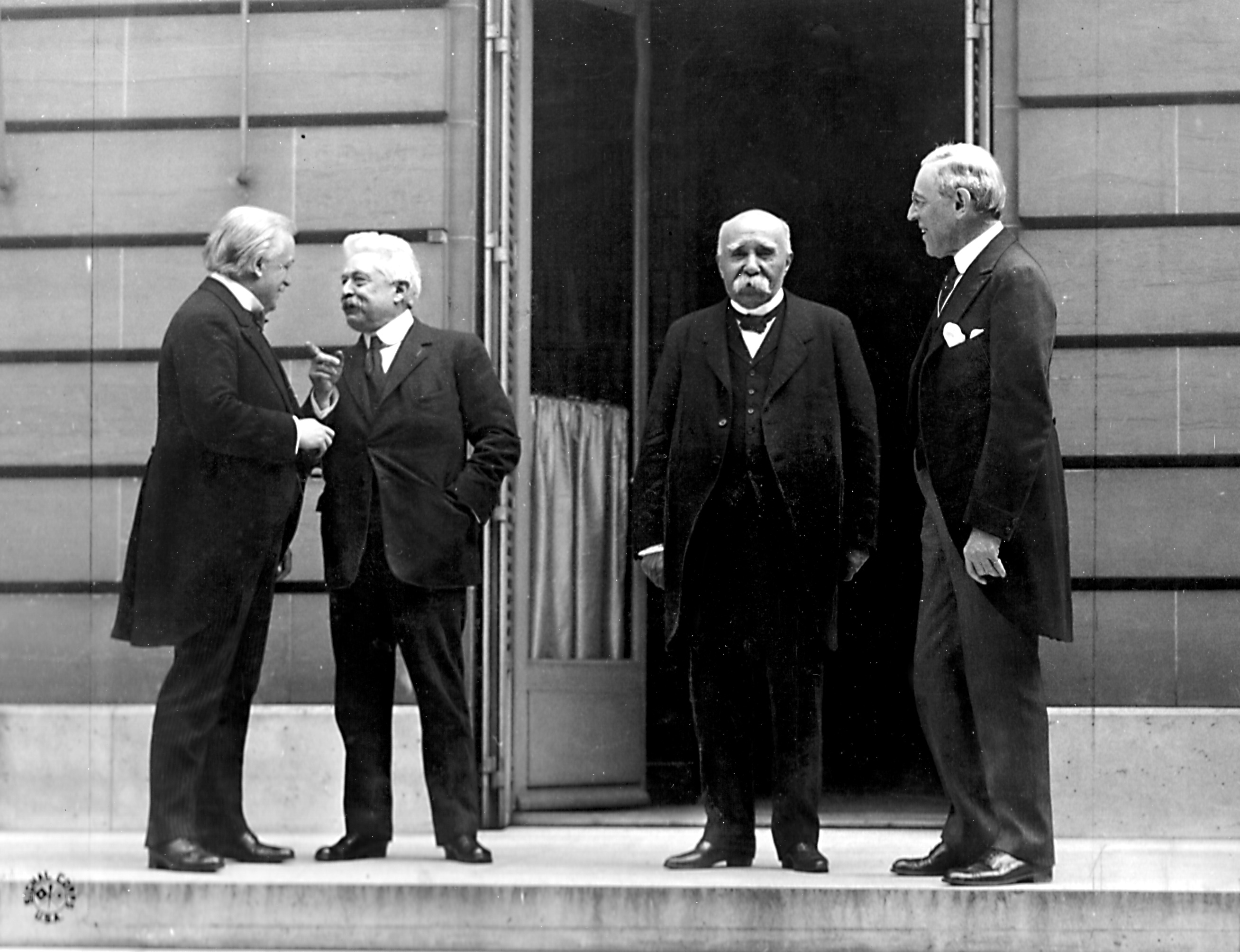
„Cei patru mari” în timpul Conferinței de Pace de la Paris (de la stânga la dreapta, David Lloyd George, Vittorio Orlando, Georges Clemenceau și Woodrow Wilson)

Conferința de Pace de la Paris a început la 18 ianuarie 1919, având drept obiectiv dezbaterea noii configurații politico-teritoriale și rezolvarea complicatelor probleme economico-financiare rezultate din Primul Război Mondial. Au participat 28 de state, printre care și România. Conferința avea ca scop elaborarea și semnarea tratatelor de pace între statele învingătoare (cu excepția Rusiei, atunci în plin război civil) și cele învinse în Primul Război Mondial. Președintele Conferinței a fost proclamat delegatul Franței, țară gazdă : Georges Clemenceau. Șeful delegației române a fost primul ministru Ion I. C. Brătianu (până la demisia din fruntea delegației române, la 12 septembrie 1919).

## Desfășurare
La 5/18 ianuarie 1919 s-a deschis la Paris Conferința de Pace, având misiunea de a edifica o nouă ordine politică și  teritorială în Europa.
Organismele cele mai importante ale Conferinței  au fost „Consiliul celor Zece”, format de șefii de stat și de guvern și din miniștrii de externe ai SUA, Franței, Marii Britanii , Italiei și Japoniei, și „Consiliul celor Cinci" , în care au intrat numai șefii de stat și de guvern ai Puterilor  Aliate și Asociate. Deoarece Japonia era interesată doar de problematica Extremului Orient, cele mai multe chestiuni au fost rezolvate și dezbătute în cadrul „Consiliului celor Patru” : Clemenceau, Wilson, Lloyd George, Vittorio Emanuele Orlando. Reprezentanții principali ai României la Conferința de Pace au fost: prim-ministrul Ion. I. C. Brătianu, ministrul plenipotențiar Nicolae Mișu, la care s-au adăugat ministrul transilvănean Alexandru Vaida-Voevod, miniștrii Victor Antonescu și Constantin Diamandy.
România s-a prezentat la Conferință cu o serie de revendicări care au urmărit, în principal, consacrarea actelor de unire din anul 1918, precum și eliminarea tuturor consecințelor războiului, determinate de ocuparea unei părți importante a teritoriului național de către inamic.
Semnarea Tratatului de pace de la București (24 aprilie/7 mai 1918) de către guvernul Alexandru Marghiloman cu Puterile Centrale a îngreunat activitatea delegației române la Paris, astfel că s-a vorbit de un „calvar al păcii” pe care România l-a trăit în capitala Franței.
La 19 ianuarie/1 februarie 1919 șeful delegației române, prim-ministrul Ion I. C. Brătianu, a prezentat memoriul „România în fața Conferinței de la Paris. Revendicările sale teritoriale” în care a făcut un larg expozeu asupra conduitei țării în război și a împrejurărilor în care s-a încheiat pacea separată cu Puterile Centrale. Premierul a cerut recunoașterea internațională a actelor de unire din anul 1918, exprimate în hotărârile de la Chișinău, Alba Iulia și Cernăuți. Delegația română condusă de Ion I. C. Brătianu nu a avut o atmosferă foarte favorabilă, premierul adoptând o atitudine intransigentă în ceea ce privește: recunoașterea integrală a Tratatului din 4-17 august 1916, prin care Banatul urma să revină în întregime României; au exista divergențe privind minoritățile, România neacceptând controlul internațional; sarcinile financiare impuse statelor succesoare ale Imperiului Austro-Ungar etc. De altfel, la 2 iulie 1919, Brătianu a părăsit lucrările Conferinței, în locul său conducerea delegației fiind preluată de ministrul Mișu, iar la 27 septembrie a demisionat, urmând un guvern condus de generalul Arthur Văitoianu. Ion I. C. Brătianu și-a motivat demisia prin faptul că Consiliul Suprem al Conferinței de Pace a nesocotit Tratatul de Alianță din 1916 (încheiat cu Rusia, Franța, Italia, Marea Britanie) și a impus României condiții incompatibile cu demnitatea, neatârnarea și interesele sale economice și politice.La  30 noiembrie, guvernul Văitoianu demisionează la rândul său și se constituie un guvern parlamentar sub președinția lui Vaida-Voevod.
Conferința a dus, în final, la semnarea tratatelor de pace, după aprige controverse între:
- delegații idealiști, dintre care cel mai însemnat era președintele american Woodrow Wilson, care, cu cele 14 puncte programatice prin care înțelegea să concretizeze Dreptul popoarelor de a dispune de ele însele, căuta să asigure o împărțire cât mai echitabilă a câștigurilor și a eforturilor;
- delegații realiști, dintre care cel mai însemnat era primul ministru englez Lloyd George, care încerca să păstreze în Europa continentală un echilibru între diferitele state și să le unească împotriva extremismelor, pentru a asigura o pace durabilă, și fără să fie prea sever cu învinșii pentru a le permite o reconstruire economică;
- delegații naționaliști, dintre care cel mai însemnat era președintele francez Georges Clemenceau, poreclit Tigrul, care înțelegea să dezarmeze definitiv Germania, considerată principala vinovată de izbucnirea războiului și să obțină, în mod constrângător, cât mai mari despăgubiri de război pentru țara sa.

Între aceste poziții ale marilor puteri, delegațiile statelor mai mici au încercat, fiecare, să obțină concretizarea revendicărilor lor, în timp ce delegațiile țărilor învinse încercau să limiteze pierderile. Existau multe litigii, inclusiv între învingători: de exemplu, atât Italia, cât și Serbia, revendicau orașul Trieste, peninsula Istriei și insulele Dalmației. Hotărârile au fost luate nu de delegațiile tuturor statelor participante, ci de delegații celor patru mari puteri: Clemenceau - din partea Franței, Woodrow Wilson - din partea S.U.A., Lloyd George - din partea Marii Britanii și Vittorio Orlando - din partea Italiei. Celelalte delegații erau doar audiate. Această situație a stârnit protestele țărilor mai mici care luptaseră de partea Antantei, așa cum a fost și cazul României, a cărei delegație s-a retras, între septembrie și decembrie 1919, de la lucrări, deoarece în discutarea clauzelor tratatului de pace cu Austria, marile puteri încercau să limiteze despăgubirile și teritoriile revendicate de România, impunându-i, în schimb, clauze în favoarea minorităților, clauze care au determinat demisiile succesive ale guvernelor lui Ion I. C. Brătianu și generalului Văitoianu. 
În definitiv, România nu a semnat tratatul de la Saint-Germain-en-Laye decât la 10 decembrie, cu Austria, delegați fiind Victor Antonescu și generalul Constantin Coandă - tratat care recunoștea expres  unirea Bucovinei cu România, prim-ministru fiind atunci generalul Constantin Coandă.  Delegatul României la Conferința de Pace, generalul Constantin Coandă, a semnat tratatul de pace  cu Austria, Tratatul privind minoritățile și tratatul cu Bulgaria. Până la urmă, au fost semnate tratatele cu toate țările învinse și au fost stabilite noile granițe din Europa. În locul Austro-Ungariei au apărut noi state naționale (Cehoslovacia, Regatul sârbo-croato-sloven, Austria, Ungaria), era refăcut statul polonez, iar România își desăvârșea întregirea. Tratatele dintre Puterile Aliate și statele învinse au fost semnate după cum urmează:
- cu Germania, la Versailles, la 28 iunie 1919; era extrem de dur din cauza exigențelor Franței, acest tratat (numit de germani Diktat) excludea poporul german din Dreptul popoarelor de a dispune de ele însele și, din acest motiv, Senatul SUA a refuzat să-l ratifice; tratatul era alcătuit din 440 articole, micșorând teritoriul Germaniei cu 1/8, iar populația cu 1/10; serviciul militar obligatoriu era interzis, armata fiind limitată la 100.000 de oameni, iar flota militară și aviația se afla acum în mâinile aliaților; de asemenea, Germania trebuia să plătească reparațiile de război.[4]
- cu Austria, la Saint-Germain, la 10 septembrie 1919: acest tratat excludea, de asemenea, austriecii din Dreptul popoarelor de a dispune de ele însele, împiedicându-i să realizeze unirea cu Germania; Austria era limitată la o suprafață mică de 84.000 km² și a trebuit să recunoască independența țărilor vecine și teritoriile care li se cuveneau.[5]
- cu Bulgaria, la Neuilly, la 27 noiembrie 1919: acest tratat excludea și bulgarii din Dreptul popoarelor de a dispune de ele însele, împiedicându-i să realizeze unirea cu Macedonia, atribuită definitiv Serbiei; prin acest tratat, Grecia căpăta Tracia, iar Serbia, nu numai că păstra Macedonia, dar beneficia și de unele rectificări de frontieră. Cu România, era menținut hotarul din 1916; totodată, era nevoită să plătească despăgubiri de război în valoare de 2.250 milioane franci-aur, putând să plătească pe durata a 37 de ani cu un procent anual de 5%.[5]
- Tratatul cu Ungaria, la Trianon, la 4 iunie 1920, a fost socotit de maghiari tot un Diktat; delegații României au fost Nicolae Titulescu și dr. Ioan Cantacuzino. Prin acest document, Ungaria recunoștea realitățile rezultate în urma războiului, inclusiv unirea Transilvaniei, Banatului, Crișanei și Maramureșului cu Vechiul Regat (articolele 27, 45, 46, 47, 74);[1].Decizia de la Trianon a fost reconfirmată pe plan internațional de Tratatul de la Paris (10 februarie 1947), negociat în cadrul Conferinței de pace din anii 1946-1947; totuși, prin acest tratat Ungaria devenea stat de sine stătător.[5]
- cu Imperiul Otoman, la Sèvres, la 10 august 1920: prin tratatul de la Sèvres, Anglia, Franța și Italia deveneau stăpânii Imperiului Otoman, dispunând de căi strategice, de control asupra bogățiilor țării și de finanțe, astfel, sultanul nu mai avea nici o autoritate;[5] acest tratat era atât de defavorabil, încât a provocat în Turcia mișcarea naționalistă condusă de Mustafa Kemal Atatürk, care a condus la prăbușirea imperiului, proclamarea republicii și expulzarea tuturor ortodocșilor din Turcia asiatică, oficializate printr-un nou tratat semnat în 1923, la Lausanne.
- În Tratatul semnat cu Austria (de către Statele Unite ale Americii, Imperiul Britanic, Franța, Italia, Japonia, România, Belgia, China, Cuba, Grecia, Nicaragua, Panama, Polonia, Portugalia, Regatul Sârbo-Croato-Sloven și Cehoslovacia) următoarele clauze se referă la România:

”...Articolul 59. În ceea ce o privește, Austria renunță în favoarea României la toate drepturile și titlurile părții din fostul Ducat al Bucovinei, alăturate frontierelor României, așa cum ele vor fi stabilite ulterior de principalele Puteri Aliate și Asociate."
”...Articolul 60. România aderă la introducerea în Tratatul cu principalele Puteri Aliate și Puteri Asociate a stipulării că aceste puteri vor considera necesar să protejeze interesele locuitorilor din România care diferă de majoritatea populației prin rasă, limbă sau religie...”
În Tratatul de la Trianon textul articolului 45 stipulează: ”Ungaria renunță, în ceea ce o privește, în favoarea României, la toate drepturile și titlurile asupra teritoriilor fostei monarhii austro-ungare situate dincolo de frontierele Ungariei, astfel cum sunt fixate la art. 27, partea a II-a și recunoscute, prin prezentul Tratat sau prin orice alte Tratate încheiate în scopul  de a îndeplini prezenta încheiere, ca făcând parte din România."
În acest context, legitimitatea unirii Bucovinei cu România, în cadrul granițelor stabilite prin decizia din noiembrie 1918, a dobândit sancționare/ratificare internațională legală, în timp ce actul arbitrar din 1775  (pactul secret dintre Austria și Rusia prin care Bucovina a fost cedată Austriei) a fost încă o dată anulat. Granița dintre Polonia și România a fost stabilită în lungul râului Ceremuș.
S-a hotărât și înființarea unui organism internațional menit să apere pacea și să preîntâmpine izbucnirea unui nou război: Liga Națiunilor, cu sediul la Geneva.
Tratatele de la Saint-Germain și de la Trianon, conforme celui de-al 10-lea din cele 14 puncte ale președintelui Wilson, au oficializat întregirea României, ale cărei noi frontiere au fost trasate de o comisie condusă de geograful francez Emmanuel de Martonne.

## Extrase
10.3. Tratatul privind minoritățile
„Art. 7. România se obligă a recunoaște ca supuși români, de plin drept și fără o formalitate, pe evreii locuind în țară pe teritoriile României și care nu pot a se prevala de nici o altă naționalitate.”
„Art. 11. România consimte să acorde, sub controlul statului român, comunităților secuilor și sașilor, în Transilvania, autonomia locală, în ce privește chestiunile religioase și școlare.”